# Saber hacer

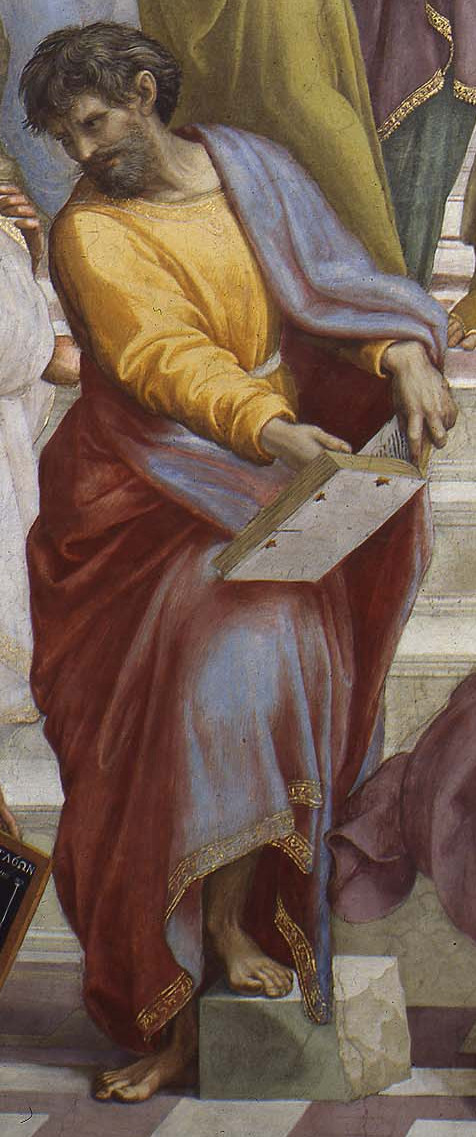
Parmenides, filósofo griego

La locución nominal saber hacer (en inglés, know how, y en francés, savoir faire, forma conocida internacionalmente), como parte del conocimiento procedimental, hace referencia al saber práctico que se obtiene al convertirse una persona o empresa en el objeto de una acción. Esto lleva a construir un conocimiento aprendido para solucionar problemas concretos, el cual puede ser difícil de transferir a otras personas ya que algunas veces se trata de conocimiento tácito que es complicado de verbalizar o dejar por escrito.
Un uso muy difundido del término se encuentra en la venta de franquicias, ya que lo que se vende es el «cómo se hace». Las franquicias generalmente son concedidas por empresas con experiencia en un sector, casi siempre los negocios, a personas que saben poco del tema, lo que supone en un patrimonio de muchos años de madurez y una ventaja comparativa muy valiosa frente a la competencia.

## Etimología
El saber hacer lo define la Asociación de Academias de la Lengua Española como el «conjunto de conocimientos y técnicas acumulados por una persona o una empresa», si bien está también recogida una definición más larga en el Diccionario panhispánico de dudas como el «conjunto de conocimientos y técnicas acumulados, que permite desarrollar con eficacia una actividad en el ámbito artístico, científico o empresarial».
La locución nominal saber hacer, o el anglicismo know-how, puede ser reemplazada por varios términos equivalentes: pericia, destrezas, habilidades, dotes, alto nivel de conocimiento, alto nivel de experiencia, experiencia, conocimiento o palabras que al igual que saber hacer significan «saber cómo hacer algo pronto y bien hecho».
La expresión saber hacer está ligada al hecho de adquirir experiencia o habilidades para llevar a cabo un determinado cometido de manera sencilla. No tiene que ver con la experiencia que una persona adquiere por el mero desempeño de su oficio, lo cual se considera una experiencia genérica, sino con una experiencia propia de la persona.

## El saber hacer industrial
Cuando se aplica a una organización se dice que es la experiencia con que esta cuenta para desarrollar sus actividades, ya sean productivas, administrativas, financieras, comerciales o de control. El saber hacer en una empresa, a partir de la era industrial, se ha convertido en un valioso activo intangible, el cual incluye la forma más adecuada de mezclar componentes, los equipos utilizados, el personal que sabe realizar las tareas, etc.  En definitiva, el saber hacer de una empresa son los «conocimientos operativos indispensables para hacer funcionar una empresa».
Esto es precisamente lo que ofrecen las franquicias, el cómo hacer las cosas en una empresa para que esta sea altamente productiva y rentable. Ese conocimiento se debe proteger como secreto industrial y comercial, y se puede considerar como una ampliación práctica más allá de la creación de patentes, que sería el saber o conocimiento general de la empresa.
El Know How o "saber hacer" no solo se refiere al conocimiento práctico y técnico no protegido por patente, sino que también constituye la base de un tipo particular de contrato en el ámbito comercial e industrial, conocido como contrato de transferencia de Know How. Este contrato es de naturaleza atípica y sui generis, y se utiliza comúnmente en sectores tecnológicos, industriales y comerciales para la transmisión de conocimientos técnicos, comerciales o económicos que no están protegidos por derechos de propiedad industrial, pero que son valiosos para la operación y competitividad de las empresas.
Según la Guía de Franquicias de UNIDROIT, el término "know-how" abarca el conjunto de conocimientos profesionales distintivos adquiridos por personas dedicadas a una actividad específica, incluyendo información fáctica y experiencia práctica. Asimismo, doctrinas jurídicas lo definen como un contrato mediante el cual una parte provee a otra, a cambio de una contraprestación, información tecnológica o técnica que le permite mantener una posición privilegiada en el mercado.
La naturaleza contractual del Know How es híbrida, pues combina elementos de propiedad intelectual, confidencialidad y transferencia de tecnología, lo que genera la necesidad de regulaciones específicas para su adecuada aplicación. Por ello, el contrato de Know How se configura como un acuerdo consensual, oneroso o gratuito, y puede implicar obligaciones de ejecución inmediata o sucesiva, adaptándose a las particularidades de cada sector y negociación.

## Cualidades del saber hacer
El saber hacer está ampliamente estudiado en el libro Know-how: las ocho habilidades que distinguen a las personas de buen desempeño de las demás del Dr. Ram Charan, que es uno de los consultores más reconocidos a nivel mundial en esta área. Antes de dedicarse a la consultoría fue profesor de mercadotecnia en la Escuela de Negocios Harvard, la Escuela de Gestión Kellogg y la Universidad de Boston. Según este libro, las ocho habilidades principales del saber hacer son las siguientes:
1. Posicionar y reposicionar. Encontrar la idea central del negocio que permita satisfacer las demandas de los compradores y hacer dinero.
2. Identificar con precisión el cambio externo. Detectar las amenazas de cambio en el comportamiento de industrias y compradores, para mantener el negocio a la ofensiva.
3. Liderar el sistema social. Agrupar a las personas adecuadas con las conductas correctas y la información correcta, para tomar decisiones mejores, más rápidamente, y así conseguir resultados.
4. Examinar a la gente. Calibrar a las personas basándose en sus acciones, decisiones y conductas, alineándolas a las demandas de trabajo.
5. Crear un equipo. Conseguir líderes muy competentes, emocionalmente estables, realistas, maduros, calmados y leales, que trabajen juntos expeditamente.
6. Fijar objetivos. Determinar resultados deseados que estén balanceados entre los que el negocio puede llegar a ser, con lo que es realista conseguir.
7. Establecer prioridades con precisión láser. Definir el camino y alinear recursos, acciones y energías, para lograr los objetivos.
8. Confrontar las fuerzas sociales. Anticiparse y responder a las presiones sociales que no se controlan, pero que pueden afectar su negocio.

## Características jurídicas del contrato de Know How[13]
El contrato de Know How se caracteriza por su naturaleza sui generis y atípica dentro del derecho comercial, dado que no está regulado de manera específica en muchas legislaciones, lo que implica que su configuración depende en gran medida del acuerdo entre las partes y de la interpretación doctrinal y jurisprudencial.
Entre sus principales características jurídicas destacan:
- Contrato consensual: Se perfecciona por el simple consentimiento de las partes, sin que sea necesario formalizarlo mediante escrituras públicas o registros especiales, salvo que la ley aplicable disponga lo contrario.
- Objeto intangible: El objeto del contrato es el conocimiento técnico, tecnológico o comercial, generalmente secreto o confidencial, que no está protegido por derechos exclusivos como patentes, pero que es esencial para la operación o ventaja competitiva del receptor.
- Obligación de confidencialidad: Usualmente incluye cláusulas estrictas de confidencialidad para proteger el conocimiento transmitido y evitar su divulgación o uso indebido por terceros.
- Modalidad onerosa o gratuita: Aunque comúnmente implica una contraprestación económica, puede también celebrarse sin ánimo de lucro, dependiendo de la voluntad contractual de las partes.
- Ejecución inmediata o sucesiva: Puede implicar una transferencia puntual del conocimiento o una prestación continuada, adaptándose a las necesidades específicas del acuerdo.

Esta combinación de características genera una figura contractual única que desafía las categorías tradicionales del derecho, lo que ha motivado propuestas doctrinales para su regulación específica y un análisis detallado en el ámbito de la propiedad industrial y transferencia tecnológica.

## Doctrinas y definiciones reconocidas del contrato de Know How
Diversas doctrinas y autores han estudiado el contrato de Know How, aportando definiciones que resaltan su importancia en el ámbito comercial y su particular naturaleza jurídica.
Por ejemplo, la Guía de Franquicias de UNIDROIT define el know-how como el conjunto de conocimientos profesionales específicos y distintivos que se adquieren mediante la experiencia en una actividad determinada, integrando información práctica y técnica.
El jurista Marco Vinicio Alfaro Rodríguez señala que el Know How es la "piedra angular" en la producción en masa de las empresas y surge como mecanismo para evitar el espionaje industrial y proteger los secretos empresariales.
Herbert Stumpf, en su obra El contrato de Know How, lo conceptualiza como un acuerdo que versa sobre un saber técnico, comercial o económico no protegido por derechos industriales, pero mantenido en secreto, cuya explotación permite al beneficiario no solo producir y vender bienes sino también desarrollar otras actividades empresariales.
Finalmente, el Dr. Vinicio Alfaro destaca la naturaleza híbrida del contrato, que excede las categorías tradicionales, razón por la cual se considera necesaria una regulación legal específica para su correcta aplicación y seguridad jurídica.
Estas definiciones reflejan la complejidad y relevancia del Know How como contrato, subrayando su rol en la transferencia de tecnología y conocimientos que no se encuentran cubiertos por la propiedad intelectual formal.

## Importancia del Know How en sectores industriales y comerciales
El contrato de Know How juega un papel fundamental en sectores industriales, tecnológicos y comerciales, donde el conocimiento técnico y operativo es un activo estratégico para las empresas. La transferencia de este conocimiento permite a las organizaciones acceder a técnicas, procesos y experiencias que no están protegidos por patentes, pero que son esenciales para la producción, innovación y competitividad en el mercado.
Este tipo de contrato facilita la expansión de tecnologías y saberes específicos sin que sea necesario revelar públicamente los detalles protegidos por propiedad industrial, contribuyendo así a la protección de secretos empresariales y a la prevención del espionaje industrial.
Además, el Know How es clave en modelos de negocios como las franquicias, alianzas estratégicas y joint ventures, donde la transmisión de conocimientos exclusivos permite la replicación eficiente de procesos productivos y comerciales, asegurando estándares de calidad y ventajas competitivas.
Por estas razones, el contrato de Know How es una herramienta jurídica indispensable para la transferencia tecnológica y el desarrollo empresarial en economías basadas en la innovación y el conocimiento.

## Formas de transmisión del Know How
El Know How puede transmitirse de diversas maneras, adaptándose a las necesidades y características del sector o empresa involucrada. Las principales formas de transmisión incluyen:
- Contrato de licencia: A través del cual el titular del Know How otorga a un tercero el derecho de uso del conocimiento, bajo ciertas condiciones y limitaciones, generalmente a cambio de una contraprestación económica. Esta forma implica un control sobre la explotación del conocimiento y suele incluir cláusulas de confidencialidad y exclusividad.
- Contrato de transferencia tecnológica: En este tipo de contrato se acuerda la transferencia de conocimientos técnicos específicos, métodos de producción o procesos industriales, que pueden incluir capacitación, asistencia técnica y soporte para la implementación del Know How.
- Contratos de franquicia: En este modelo, el Know How se transmite junto con la marca, el sistema comercial y otros elementos propios del franquiciante, permitiendo al franquiciado operar bajo un esquema probado y reconocido en el mercado.
- Asociaciones y joint ventures: En estos acuerdos, el Know How puede transmitirse mediante la colaboración y cooperación entre empresas para el desarrollo conjunto de productos, servicios o tecnologías, compartiendo conocimientos y recursos.

Además, la teoría del derrame (spillover effect) explica que el Know How puede difundirse indirectamente más allá del contrato original, generando beneficios adicionales para el sector o la economía en general. Este efecto se produce cuando el conocimiento técnico o comercial transmitido a una empresa se replica o adapta en otras, potenciando la innovación y el desarrollo tecnológico. Sin embargo, esta difusión también plantea desafíos para la protección del Know How y la negociación de contratos, dado que parte del conocimiento puede perderse o ser utilizado sin autorización.
Estas modalidades y efectos hacen del Know How un activo intangible estratégico fundamental para la competitividad empresarial y la expansión tecnológica.

## Regulación del contrato de Know How en diferentes países
La regulación del contrato de Know How y su protección varía según el país, reflejando diferentes enfoques legales para salvaguardar el conocimiento técnico y comercial confidencial. La siguiente tabla resume las normativas principales y los tipos de protección aplicados en algunos países relevantes:
| Norma Principal |
| --------------- |

| Decreto 2123 de 1975 |

| Técnica secreta |

| Jurisprudencia (Handley Page) |

## El Know How en el contrato de franquicia
El Know How constituye un elemento esencial en el contrato de franquicia, ya que representa el conjunto de conocimientos técnicos, comerciales y operativos que el franquiciante transmite al franquiciado para la explotación exitosa del negocio bajo una marca común.
Este conocimiento incluye métodos de producción, técnicas comerciales, procesos administrativos, estrategias de marketing y estándares de calidad que permiten al franquiciado replicar un modelo de negocio probado y competitivo. La transmisión del Know How en el marco de la franquicia se realiza mediante la entrega de manuales, capacitación, asistencia técnica y supervisión constante.
Desde el punto de vista jurídico, el Know How en el contrato de franquicia es objeto de protección a través de cláusulas específicas que garantizan la confidencialidad y el uso exclusivo por parte del franquiciado, evitando su divulgación o utilización indebida. Asimismo, su correcta gestión es fundamental para preservar la uniformidad y reputación de la franquicia.
Por lo tanto, el contrato de franquicia puede considerarse una modalidad práctica y extendida del contrato de Know How, en la que la transferencia de conocimientos se combina con la licencia de uso de la marca y otros activos intangibles, consolidando un vínculo contractual complejo y de alta importancia económica y comercial.